# Thomas Tellefsen
Thomas Dyke Acland Tellefsen (Trondheim, 26 november 1823 – Parijs, 6 oktober 1874) was een Noorse pianist, componist en pianopedagoog. Net als zijn leermeester Frédéric Chopin schreef hij uitsluitend voor piano.
Het merendeel van zijn 44 pianocomposities bevindt zich in het publiek domein, waaronder werken voor pianosolo, twee pianoconcerten en kamermuziek. Verschillende van zijn composities heeft hij opgedragen aan de koningen van Zweden en Noorwegen, Oscar I en II. Ook droeg hij veel van zijn composities op aan de Poolse, Russische en Franse aristocratie.

## Biografie
Tellefsen was de jongste van zes broers en zussen en studeerde bij zijn vader Johan Christian Tellefsen (1774–1857) - organist van de kathedraal van Trondheim - en bij Ole Andreas Lindeman. De namen Dyke en Acland zijn afkomstig van een vriend van vader Johan, baronet Sir Thomas Dyke Acland, een grootgrondbezitter, filantroop en parlementslid van Devonshire. Sir Thomas werd zijn peetvader.
Toen Tellefsen in 1841 naar Parijs ging, nam hij les bij Charlotte Thygeson, een landgenoot en oud-leerling van Friedrich Kalkbrenner, en Kalkbrenner zelf. Op voorspraak van George Sand maakte hij kennis met Chopin en kreeg hij les van hem. Hij raakte bevriend met Chopin en begeleidde hem op een tournee naar Engeland en Schotland in 1849. Een tournee met fatale afloop voor Chopin. Na de dood van Chopin in 1849 nam hij verschillende leerlingen van hem over en gaf hij ook opnieuw – met behulp van de originele handschriften – werken van Chopin uit. Volgens Chopins zus Ludwika was dit conform de wens van Chopin.
In 1851 trad Tellefsen pas voor het eerst op als pianist. Dat gebeurde in Parijs. Het concert werd georganiseerd door prinses Marcelina Czartoryska, een oud-leerling van Chopin. 
Als componist schreef Tellefsen veel pianomuziek in de stijl van Chopin, echter met veel invloed van zijn geboorteland Noorwegen. Hij is wat dat betreft te beschouwen als een voorloper van Grieg en Sinding.
Tellefsen was geen virtuoos in de trant van Chopin of Anton Rubinstein. In de jaren 50 van de 19e eeuw trad hij veelvuldig op en gaf hij concerten in Engeland, Zweden en Noorwegen.
Door zijn slechte gezondheid stopte Tellefsen met het concerteren en legde hij zich meer toe op het lesgeven en het componeren. In 1870 verhuist hij naar Londen door de Frans-Duitse Oorlog om in 1874 weer terug te keren naar Parijs. Hij ligt begraven op de begraafplaats van Auteuil.

## Werken
Tellefsen heeft twee pianoconcerten geschreven, een in 1848 onder supervisie van Chopin, en een in 1853.
In het eerste pianoconcert gebruikt Tellefsen Noorse volksmelodieën. Het is hoogstwaarschijnlijk de eerste keer dat oorspronkelijke Noorse melodieën in een klassiek werk worden gebruikt. 
Het tweede concert is tot en met de jaren 30 van de 20ste eeuw veelvuldig uitgevoerd. Het is volwassener en virtuozer dan het eerste concert.
Naast de twee pianoconcerten schreef Tellefsen zestien mazurka's, vijf kamermuziekwerken (twee sonates voor viool en piano; een sonate voor cello en piano; een sonate voor twee piano's en een trio voor piano, viool en cello) gecomponeerd tussen 1854 en 1867, zes walsen, vier nocturnes, drie etudes en een aantal grotere werken en salonstukken die werden geschreven voor zijn pianoleerlingen.
In januari 2024 verscheen op het label Hyperion een opname van de twee pianoconcerten uitgevoerd en onder leiding van pianist-dirigent Howard Shelley.